# Краснокутський Василь Олександрович
Василь Олександрович Краснокутський (1873, станція Знам'янка, нині Знам'янка-Пасажирська – ?) – російський та радянський юрист, фахівець з римського права.

## Життєпис
Народився в 1873 році на станція Знам'янка, нині Знам'янка-Пасажирська (тоді Олександрівського повіту Херсонської губернії).
Закінчив юридичний факультет Московського університету (1896). Магістр римського права (1907).
Працював ординарним професором кафедри цивільного права і цивільного судочинства Московського університету (1910? – 1919), професором кафедри цивільного права/цивільного права і процесу юрид. ф-ту МДУ ім. М. В. Ломоносова (1942 – 1945).
В Московському університеті читав курси з римського права, цивільного права, цивільного процесу, вексельного права, торгового права, конкурсного процесу, міжнародного приватного права, латинської мови (для юристів).
Місце та обставини смерті В. О. Краснокутського невідомі.

## Основні праці
- Брунс, Карл Георг. Внешняя история римского права / Брунс-Ленель; С предисл. проф. Моск. ун-та П.Е. Соколовского; Под ред. прив.-доц. Моск. ун-та В.А. Краснокутского; Пер. с нем. А. и В.Д. Труханович-Ходановичей. — Москва: Унив. тип., 1904. — [8], 184 с.
- Германское торговое уложение 10 мая 1897 года. (Первая, вторая и третья книги) // Перевод с нем. под ред. пр.-доц. Имп. Московского ун-та В. А. Краснокутского. – М., 1914.
- Русский торговый процесс. Учебн. пособие. – М., 1915.
- Очерки гражданского процессуального права. Опыт систематизации законодательства РСФСР и СССР по судопроизводству и гражданскому судопроизводству. – М., 1924.
- Товарищества с ограниченной ответственностью. Очерк юридических особенностей с приложением примерного устава и образцов западных товарищеских договоров. – М., 1925.
- Римское частное право: Учебник / Под. ред. И.Б. Новицкого, И.С. Перетерского. — М.: Юридическое издательство министерства юстиции СССР, 1948 (у співавторстві).